# Lecanorchis multiflora
Lecanorchis multiflora är en orkidéart som beskrevs av Johannes Jacobus Smith. Lecanorchis multiflora ingår i släktet Lecanorchis och familjen orkidéer. Inga underarter finns listade i Catalogue of Life.